# Laodike (Gattin des Antiochos III.)
Laodike (altgriechisch Λαοδίκη Laodíkē; † nach 177 v. Chr.) war eine Tochter des Mithridates II. von Pontos und der Laodike, der Tochter des Antiochos II. Sie heiratete 222 v. Chr. ihren Cousin, den Seleukidenkönig Antiochos III. in Seleukeia am Zeugma, wohin sie vom Nauarchen Diognetos gebracht worden war. Nach der großartigen Vermählungsfeier reiste sie mit ihrem Gatten nach Antiochia am Orontes und wurde hier von ihm zur Königin ernannt, bevor er in den Krieg gegen den Usurpator Molon aufbrach.
Sie wurde die Mutter von drei Söhnen (Antiochos, der als ältester Sohn schon 193 v. Chr. starb, Seleukos IV., Antiochos IV.) und von vier oder fünf Töchtern (u. a. Kleopatra I. und Antiochis). In den seleukidischen Kult wurde Laodike unter dem Ehrentitel „Schwesterkönigin“ 205 v. Chr. durch ihren Gemahl eingeschlossen; damit war ihre Verehrung durch eponyme „Erzpriesterinnen“ in allen Satrapien verbunden. Eine Inschrift von Iasos bezeichnet Laodike als Gattin des „großen Königs Antiochos“ und Mutter einiger Kinder. Die Delier erbauten dem Königspaar um 194 v. Chr. eine Statue. Antiochos III. heiratete 191 v. Chr. zum zweiten Mal; welche Position Laodike danach einnahm, ist nicht bekannt. Für das Jahr 177/176 kann eine „Erzpriesterin“ nachgewiesen werden, die in Seleukeia am Eulaios (Susa) den Kult für Laodike und deren Tochter Laodike betreute.